# Emilio Treviño
Emilio Rafael Treviño Villagómez (Ciudad de México, 13 de agosto de 1999) es un actor mexicano de teatro, cine, televisión y doblaje. Es reconocido por su interpretación del personaje de Miles Morales en la ganadora del Oscar Spider-Man: un nuevo universo y Spider-Man: A través del Spider-Verso, además de su papel como Mahito en la también ganadora de Oscar El niño y la garza.

## Biografía y trayectoria
Nació en Ciudad de México el 13 de agosto de 1999. Es egresado del Instituto de Cine y Teatro de Lee Strasberg en Nueva York. Comenzó su trayectoria en 2006 en el teatro, participando en la obra Peter Pan el Musical junto a artistas como Lola Cortés y Jaime Camil. Su incursión en el cine llegó de la mano del director Carlos Carrera en la película Confesiones, donde compartió escenas con artistas como Juan Manuel Bernal, Claudia Ramírez y Luis Gnecco.
En el ámbito del doblaje, es reconocido por dar voz a personajes como Miles Morales en la saga Into the Spider-Verse, Ian Lightfoot en la película de Disney-Pixar Unidos, Candleweek en Pinocho de Guillermo del Toro, Robin en LEGO Batman: La película, Manjirō Sano en Tokyo Revengers, Denji en Chainsaw Man, Mark Grayson/Invencible en el redoblaje de la serie Invencible de Amazon Prime, Gilbert en Anne with an E y Mahito en la ganadora del óscar a mejor película animada El niño y la garza. Es, además, la voz recurrente del actor Timothée Chalamet en el doblaje latinoamericano.

## Filmografía

### Cine
| Año  | Título                                                        | Personaje                       | Notas             |
| ---- | ------------------------------------------------------------- | ------------------------------- | ----------------- |
| 2010 | El diario de un chico en apuros                               | Greg Heffley                    | Voz               |
| 2011 | Extremely Loud and Incredibly Close                           | Oscar                           | Voz               |
| 2012 | ParaNorman: Una historia de fantasmas, brujas y una maldición | Norman Babcock                  | Voz               |
| 2012 | Frankenweenie                                                 | Victor Frankenstein             | Voz               |
| 2013 | La Ladrona de Libros                                          | Rudy                            | Voz               |
| 2015 | Terremoto: La Falla de San Andrés                             | Ollie Taylor                    |                   |
| 2016 | La leyenda del Chupacabras                                    | Fernando «Nando» San Juan       | Voz               |
| 2018 | La leyenda del Charro Negro                                   | Fernando «Nando» San Juan       | Voz               |
| 2018 | Spider-Man: un nuevo universo                                 | Miles Morales / Spider-Man      |                   |
| 2019 | ¡Shazam!                                                      | William «Billy» Batson / Shazam |                   |
| 2019 | El Rey                                                        | Enrique V                       |                   |
| 2020 | Unidos                                                        | Ian Lightfoot                   | Voz               |
| 2020 | The Night Clerk                                               | Bart                            |                   |
| 2021 | Duna                                                          | Paul Atreides                   |                   |
| 2021 | No miren arriba                                               | Yule                            | Doblaje mexicano  |
| 2022 | Pinocho de Guillermo del Toro                                 | Candlewick                      | Voz               |
| 2023 | ¡Shazam! La furia de los dioses                               | William «Billy» Batson / Shazam |                   |
| 2023 | Spider-Man: A través del Spider-Verso                         | Miles Morales / Spider Man      | Voz               |
| 2023 | La leyenda de los Chaneques                                   | Fernando «Nando» San Juan       | Voz               |
| 2023 | El niño y la garza                                            | Mahito                          | Película de anime |
| 2023 | Confesiones                                                   | Juan Pablo                      |                   |
| 2023 | Wonka                                                         | Willy Wonka                     |                   |
| 2024 | Chicas pesadas                                                | Aaron Samuels                   |                   |
| 2024 | Duna: parte dos                                               | Paul Atreides                   |                   |

### Televisión
| Año           | Título                                  | Personaje                     | Notas                                   |
| ------------- | --------------------------------------- | ----------------------------- | --------------------------------------- |
| 2008          | Los Hechiceros de Waverly Place         | Timmy O'Hallahan              | Episodio: «Saving WizTech (Part 1)»     |
| 2009-2010     | Zeke y Luther                           | Hart Hamlin                   | Personaje recurrente                    |
| 2010-2019     | Dino Dan                                | Daniel «Dan» Henderson        | Protagonista                            |
| 2010-2014     | ¡Buena suerte, Charlie!                 | Gabriel «Gabe» Duncan         | Coprotagonista                          |
| 2011          | Buena suerte, Charlie: ¡Es Navidad!     | Gabriel «Gabe» Duncan         | Disney Channel Original Movie           |
| 2011-2012     | Los Guerreros Wasabi                    | Eddie Jones                   | Coprotagonista                          |
| 2012          | Esposas desesperadas                    | Ryan                          | Episodio: «Is This What You Call Love?» |
| 2013-2015     | Mega Med                                | Kaz                           | Protagonista                            |
| 2016          | Lab Rats: Fuerza Élite                  | Kaz                           | Coprotagonista                          |
| 2014          | Mentiroso Jack                          | Jack Parker                   | Película Original de Disney XD          |
| 2015          | Mark y Russell en un viaje sin licencia | Russell                       | Película Original de Disney XD          |
| 2016-2018     | School of rock                          | Freddy                        | Coprotagonistas                         |
| 2016-presente | The Loud House                          | Clyde McBride (voz)           | Coprotagonistas                         |
| 2017-2020     | Como dice el dicho                      | Varios personajes             |                                         |
| 2017          | Anne with an E                          | Gilbert Blythe                |                                         |
| 2018          | On My Block                             | Ruby                          |                                         |
| 2020-2022     | Esta historia me suena                  | Alex                          | 2 episodios                             |
| 2020-2022     | Yo soy Victor                           | Víctor Salazar                | Protagonista                            |
| 2020-2023     | La casa de Raven                        | Booker Baxter-Carter (2ª voz) | Coprotagonista                          |
| 2021-presente | Invencible                              | Mark Grayson/Invencible (voz) | Redoblaje, protagonista                 |
| 2021-presente | Tokyo Revengers                         | Manjirō Sano                  | Deuteragonista                          |
| 2022          | Chainsaw Man                            | Denji                         | Protagonista                            |
| 2022          | One Piece                               | Koby                          | Coprotagonista                          |
| 2023          | Viaje al centro de la Tierra            | Pipe                          | Coprotagonista                          |
| 2024-presente | Avatar: la leyenda de Aang              | Sokka                         | Coprotagonista                          |
| 2024          | Sand Land                               | Beelzebub                     | Protagonista                            |

## Premios y nominaciones

### Como actor
| Año  | Premio           | Categoría            | Personaje  | Proyecto           | Resultado | Ref.   |
| ---- | ---------------- | -------------------- | ---------- | ------------------ | --------- | ------ |
| 2011 | Premios ACPT     | Revelación Infantil  | Pinocho    | Pinocho el Musical | Ganador   |        |
| 2024 | Premios CANACINE | Revelación Masculina | Juan Pablo | Confesiones        | Nominado  |        |
| 2024 | Diosas de Plata  | Revelación masculina | Juan Pablo | Confesiones        | Nominado  | [ 10 ] |

### Como actor de doblaje
| Año  | Premio                   | Categoría                                | Personaje     | Proyecto                              | Resultado | ref.   |
| ---- | ------------------------ | ---------------------------------------- | ------------- | ------------------------------------- | --------- | ------ |
| 2008 | Premios Bravo            | Revelación Infantil                      | Mino          | Arthur y los Minimoys                 | Ganador   |        |
| 2010 | Premios Bravo            | Mejor Actor Infantil                     | Dan           | Dino Dan                              | Ganador   |        |
| 2021 | Premios Bravo            | Mejor Actor Juvenil de Doblaje           | Paul Atreides | Duna                                  | Ganador   |        |
| 2024 | Hermes Awards            | Best Performance for an Animated Feature | Miles Morales | Spider-Man: A través del Spider-Verso | Ganador   |        |
| 2024 | Crunchyroll Anime Awards | Best Performance by an Actor (LATAM)     | Denji         | Chainsaw Man                          | Ganador   | [ 11 ] |